# Edmundo Rada
Edmundo Rada Angulo, también conocido como Pipo, (30 de noviembre de 1976-desaparecido el 16 de octubre de 2019) fue un político venezolano que se desempeñaba como concejal del partido Voluntad Popular para Petare, en el municipio Sucre de Caracas. Edmundo desapareció el 16 de octubre de 2019 y fue encontrado muerto al día siguiente, el 17 de octubre, quemado y con dos tiros de gracia detrás de su cuello. El presidente de la Asamblea Nacional, Juan Guaidó, responsabilizó a Nicolás Maduro por su muerte y expresó que el asesinato fue cometido por motivos políticos.

## Carrera
Rada era conocido como una líder social que lideró la organización de comedores comunitarios. Era miembro de Voluntad Popular desde que se fundó el partido, según Leopoldo López.

## Desaparición y muerte
Después de desaparecer el 16 de octubre de 2019, su cuerpo fue encontrado el 17 de octubre en un lado de la carretera fuera de Petare, quemado y con dos tiros de gracia detrás de su cuello, después de que se declarase desaparecido el día anterior. El presidente de la Asamblea Nacional, Juan Guaidó, declaró que la muerta de Rada fue un asesinato "[cometido por] la dictadura" (es decir, fuerzas leales a Nicolás Maduro) y que había muestras claras de que las causas fueron políticas, sospechando que el crimen fue cometido por las Fuerzas de Acciones Especiales (FAES). Guaidó observó que Rada fue asesinado el mismo día en el que Venezuela fue elegida como miembro del Consejo de Derechos Humanos de las Naciones Unidas.
La familia de Rada solo ofreció declaraciones públicas a medios venezolanos, informando que Rada tenía temores de que el FAES fuera por él luego de que tomaran fotos de él en una protesta a finales de septiembre. Su funeral se realizó en Unión de Petare, y está enterrado en el Cementerio del Este. Su cuerpo fue identificado y recuperado de la morgue de Bello Monte por su familia y sus compañeros políticos Gilber Caro e Ismael León. El 18 de octubre, el gobierno español condenó el "cruel asesinato" de un político. La Comisión Interamericana de Derechos Humanos (CIDH) condenó el asesinato del concejal venezolano.
A finales de octubre Néstor Reverol, ministro de Relaciones Interiores, Justicia y Paz, afirmó que el asesinato del exconcejal fue un crimen «pasional» y no tuvo motivaciones políticas, tal como lo había denunciado el presidente de la Asamblea Nacional, Juan Guaidó. El Ministerio Público negó a familiares y abogados el acceso al expediente del caso. Anderson Dávila, señalado como autor material de su asesinato, murió el 2 de mayo de 2020 en un enfrentamiento con funcionarios de la Dirección de Investigación Penal (DIP) en Petare.